# Lagardelle-sur-Lèze
Ne doit pas être confondu avec Lagardelle.
Lagardelle-sur-Lèze est une commune française située dans le centre du département de la Haute-Garonne en région Occitanie.
Sur le plan historique et culturel, la commune est dans le Lauragais, l'ancien « Pays de Cocagne », lié à la fois à la culture du pastel et à l’abondance des productions, et de « grenier à blé du Languedoc ». Exposée à un climat océanique altéré, elle est drainée par la Lèze, le Rieutort, le ruisseau de la Grange, le ruisseau de la Hière et par divers autres petits cours d'eau. La commune possède un patrimoine naturel remarquable composé d'une zone naturelle d'intérêt écologique, faunistique et floristique.
Lagardelle-sur-Lèze est une commune rurale qui compte 3 304 habitants en 2022, après avoir connu une forte hausse de la population depuis 1975. Elle appartient à l'unité urbaine de Venerque et fait partie de l'aire d'attraction de Toulouse. Ses habitants sont appelés les Lagardellois ou  Lagardelloises.

## Géographie

### Localisation
La commune de Lagardelle-sur-Lèze se trouve dans le département de la Haute-Garonne, en région Occitanie.
Elle se situe à 22 km à vol d'oiseau de Toulouse, préfecture du département, à 7 km de Muret, sous-préfecture, et à 12 km de Portet-sur-Garonne, bureau centralisateur du canton de Portet-sur-Garonne dont dépend la commune depuis 2015 pour les élections départementales.
La commune fait en outre partie du bassin de vie de Venerque.
Les communes les plus proches sont : 
Eaunes (3,0 km), Vernet (4,2 km), Beaumont-sur-Lèze (4,3 km), Labarthe-sur-Lèze (4,5 km), Grépiac (4,9 km), Venerque (5,1 km), Miremont (5,2 km), Clermont-le-Fort (6,2 km).
Sur le plan historique et culturel, Lagardelle-sur-Lèze fait partie du Lauragais, occupant une vaste zone, autour de l’axe central que constitue le canal du Midi, entre les agglomérations de Toulouse au nord-ouest et Carcassonne au sud-est et celles de Castres au nord-est et Pamiers au sud-ouest. C'est l'ancien « Pays de Cocagne », lié à la fois à la culture du pastel et à l’abondance des productions, et de « grenier à blé du Languedoc ».
Lagardelle-sur-Lèze est limitrophe de cinq autres communes.
Les communes limitrophes sont  Beaumont-sur-Lèze, Eaunes, Labarthe-sur-Lèze, Miremont et Vernet.
|                   | Labarthe-sur-Lèze   |        |
| Eaunes            | Lagardelle-sur-Lèze | Vernet |
| Beaumont-sur-Lèze | Miremont            |        |

### Géologie et relief
La superficie de la commune est de 1 378 hectares ; son altitude varie de 167  à   500 mètres.

### Hydrographie

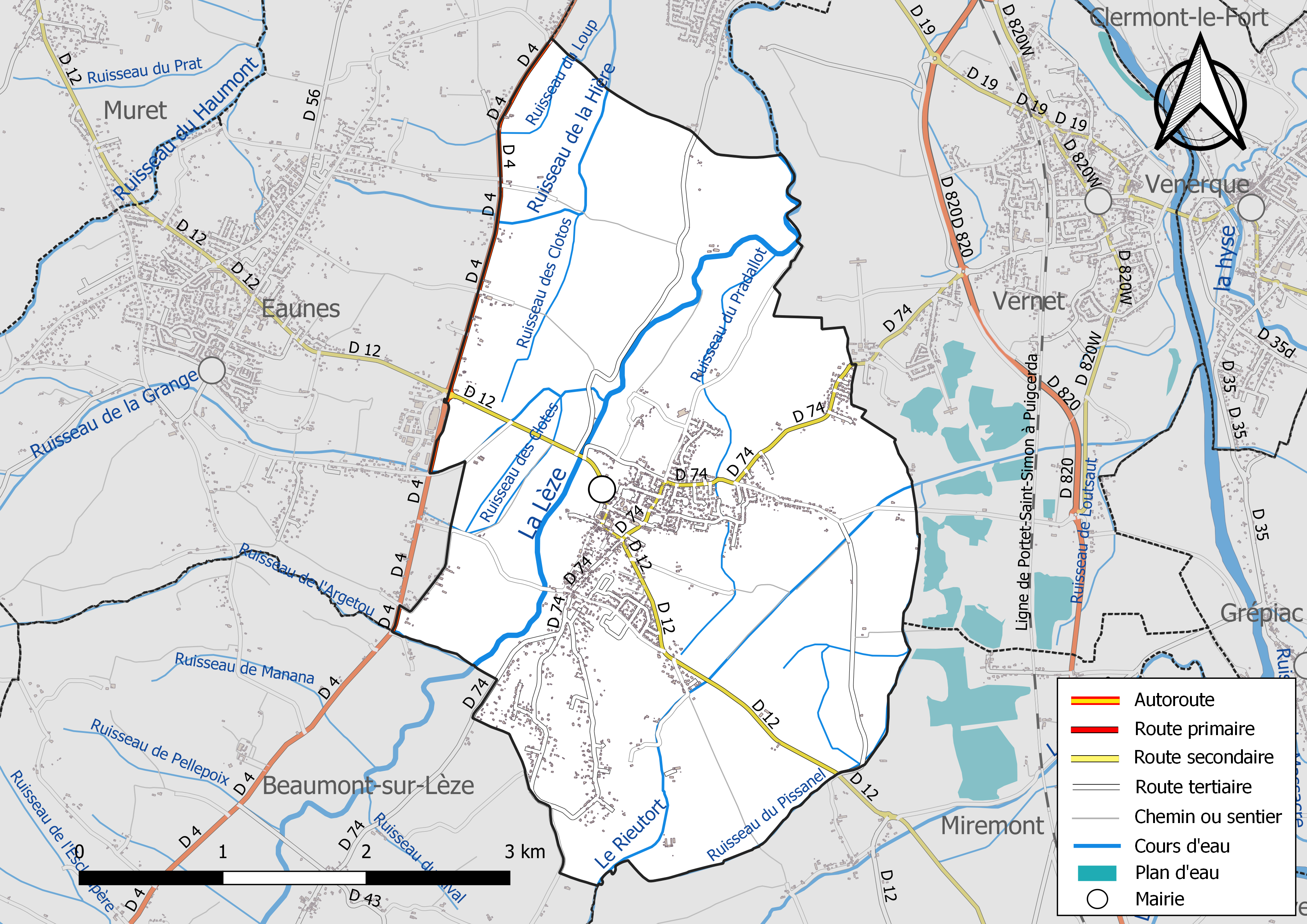
Réseaux hydrographique et routier de Lagardelle-sur-Lèze.

La commune est dans le bassin de la Garonne, au sein du bassin hydrographique Adour-Garonne. Elle est drainée par la Lèze, le Rieutort, le ruisseau de la Grange, le ruisseau de la Hière, le ruisseau de l'Argetou, le ruisseau des Clotes, le ruisseau des Clotos, le ruisseau du Loup, le ruisseau du Pissanel, le ruisseau du Pradallot et par divers petits cours d'eau, constituant un réseau hydrographique de 24 km de longueur totale,.
La Lèze, d'une longueur totale de 70,2 km, prend sa source dans la commune de La Bastide-de-Sérou (09) et s'écoule vers le nord. Elle traverse la commune et se jette dans l'Ariège à Labarthe-sur-Lèze, après avoir traversé 20 communes.

### Climat
Pour des articles plus généraux, voir Climat de l'Occitanie et Climat de la Haute-Garonne.
En 2010, le climat de la commune est de type climat du Bassin du Sud-Ouest, selon une étude s'appuyant sur une série de données couvrant la période 1971-2000. En 2020, Météo-France publie une typologie des climats de la France métropolitaine dans laquelle la commune est exposée à un climat océanique altéré et est dans la région climatique  Aquitaine, Gascogne, caractérisée par une pluviométrie abondante au printemps, modérée en automne, un faible ensoleillement au printemps, un été chaud (19,5 °C), des vents faibles, des brouillards fréquents en automne et en hiver et des orages fréquents en été (15 à 20 jours).
Pour la période 1971-2000, la température annuelle moyenne est de 13,3 °C, avec une amplitude thermique annuelle de 15,8 °C. Le cumul annuel moyen de précipitations est de 720 mm, avec 8,9 jours de précipitations en janvier et 5,2 jours en juillet. Pour la période 1991-2020, la température moyenne annuelle observée sur la station météorologique la plus proche, située sur la commune de Lherm à 14 km à vol d'oiseau, est de 13,6 °C et le cumul annuel moyen de précipitations est de 620,4 mm,. Pour l'avenir, les paramètres climatiques de la commune estimés pour 2050 selon différents scénarios d’émission de gaz à effet de serre sont consultables sur un site dédié publié par Météo-France en novembre 2022.

### Milieux naturels et biodiversité

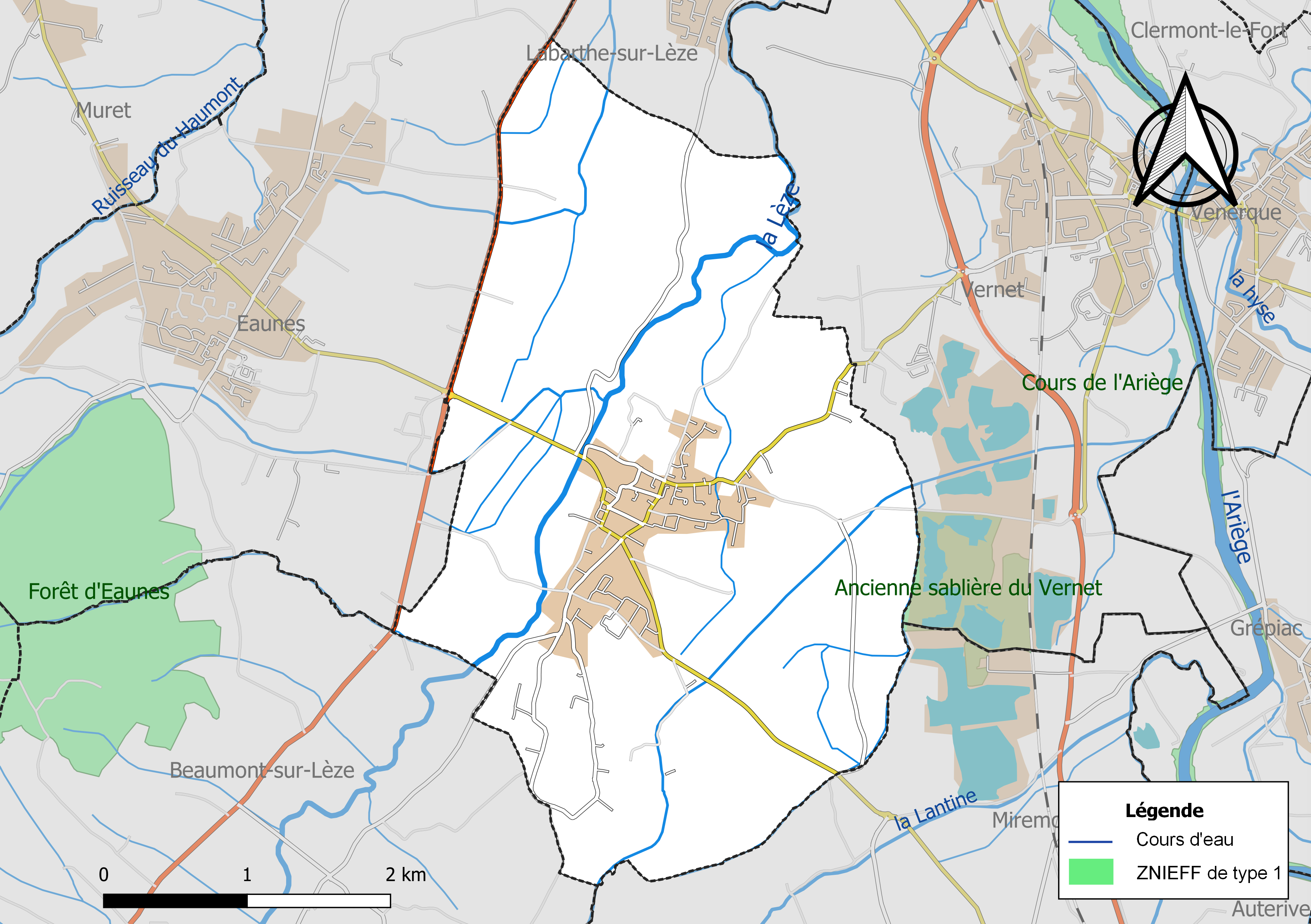
Carte de la ZNIEFF de type 1 localisée sur la commune.

L’inventaire des zones naturelles d'intérêt écologique, faunistique et floristique (ZNIEFF) a pour objectif de réaliser une couverture des zones les plus intéressantes sur le plan écologique, essentiellement dans la perspective d’améliorer la connaissance du patrimoine naturel national et de fournir aux différents décideurs un outil d’aide à la prise en compte de l’environnement dans l’aménagement du territoire.
Une ZNIEFF de type 1 est recensée sur la commune :
l'« ancienne sablière du Vernet » (67 ha), couvrant 3 communes du département.

## Urbanisme

### Typologie
Au 1er janvier 2024, Lagardelle-sur-Lèze est catégorisée bourg rural, selon la nouvelle grille communale de densité à sept niveaux définie par l'Insee en 2022.
Elle appartient à l'unité urbaine de Venerque, une agglomération intra-départementale regroupant quatre  communes, dont elle est ville-centre,,. Par ailleurs la commune fait partie de l'aire d'attraction de Toulouse, dont elle est une commune de la couronne,. Cette aire, qui regroupe 527 communes, est catégorisée dans les aires de 700 000 habitants ou plus (hors Paris),.

### Occupation des sols

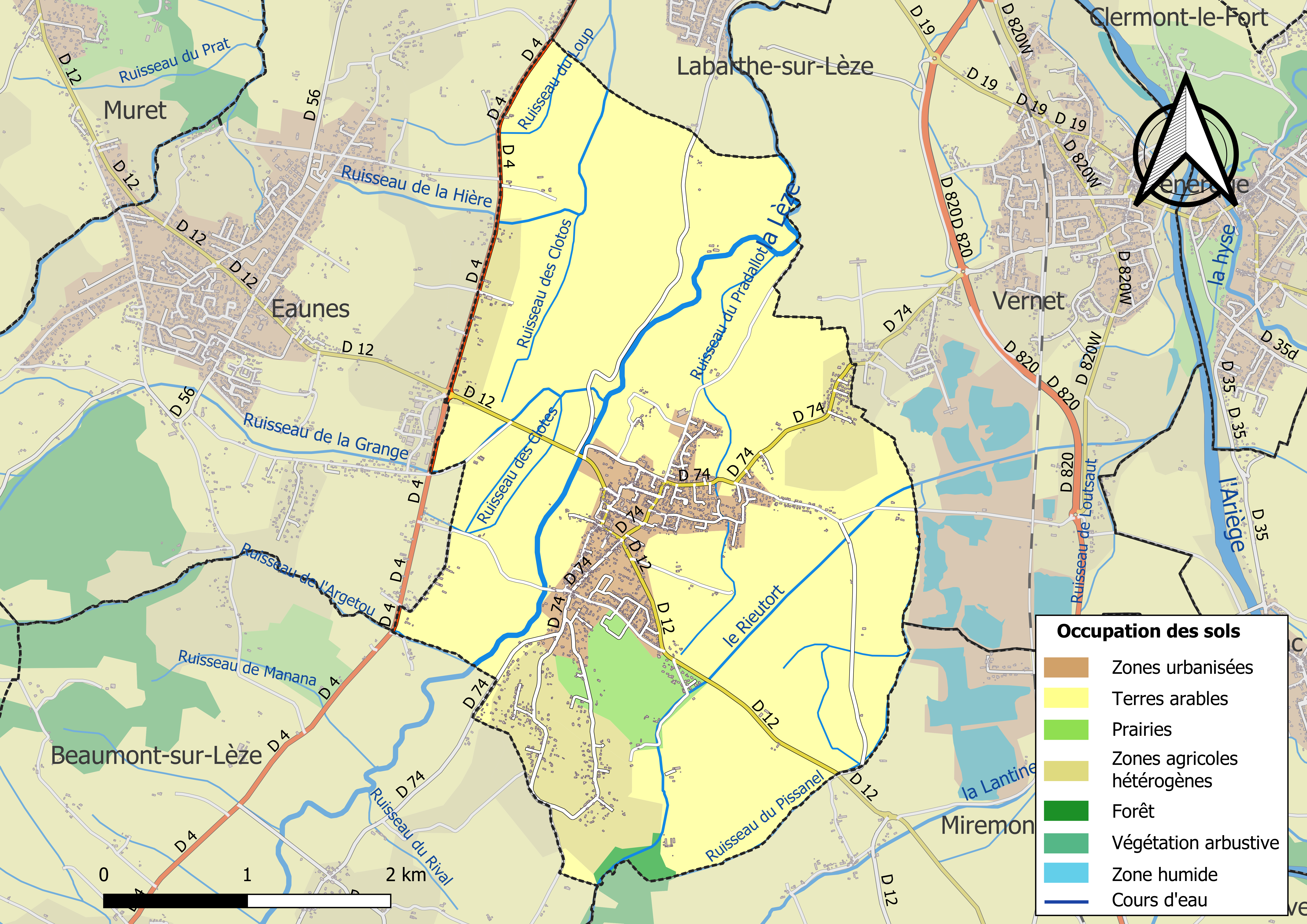
Carte des infrastructures et de l'occupation des sols de la commune en 2018 (CLC).

L'occupation des sols de la commune, telle qu'elle ressort de la base de données européenne d’occupation biophysique des sols Corine Land Cover (CLC), est marquée par l'importance des territoires agricoles (84,5 % en 2018), en diminution par rapport à 1990 (94 %). La répartition détaillée en 2018 est la suivante : 
terres arables (76,7 %), zones urbanisées (14,9 %), zones agricoles hétérogènes (4,4 %), prairies (3,4 %), forêts (0,7 %). L'évolution de l’occupation des sols de la commune et de ses infrastructures peut être observée sur les différentes représentations cartographiques du territoire : la carte de Cassini (XVIIIe siècle), la carte d'état-major (1820-1866) et les cartes ou photos aériennes de l'IGN pour la période actuelle (1950 à aujourd'hui).

### Voies de communication et transports

#### Accès par laroute
Routes départementales (D12) et (D74)

#### Accès par letrain
En gare de Venerque - Le Vernet par TER Occitanie sur la ligne de Portet-Saint-Simon à Puigcerda (frontière)

#### Accès par l'avion
À l'aéroport Toulouse-Blagnac.

#### Accès par les transports en commun
La ligne 319 du réseau Arc-en-Ciel devenu lignes intermodales d'Occitanie (liO) relie la commune à la gare routière de Toulouse depuis Saverdun, la ligne 325 relie la commune à la gare de Muret, desservie par la ligne D en direction de Toulouse-Matabiau, depuis la gare d'Auterive.

### Risques majeurs
Le territoire de la commune de Lagardelle-sur-Lèze est vulnérable à différents aléas naturels : météorologiques (tempête, orage, neige, grand froid, canicule ou sécheresse), inondations et séisme (sismicité très faible). Un site publié par le BRGM permet d'évaluer simplement et rapidement les risques d'un bien localisé soit par son adresse soit par le numéro de sa parcelle.
Certaines parties du territoire communal sont susceptibles d’être affectées par le risque d’inondation par débordement de cours d'eau, notamment la Lèze. La commune a été reconnue en état de catastrophe naturelle au titre des dommages causés par les inondations et coulées de boue survenues en 1982, 1992, 1999, 2000, 2005, 2007, 2009 et 2018,.

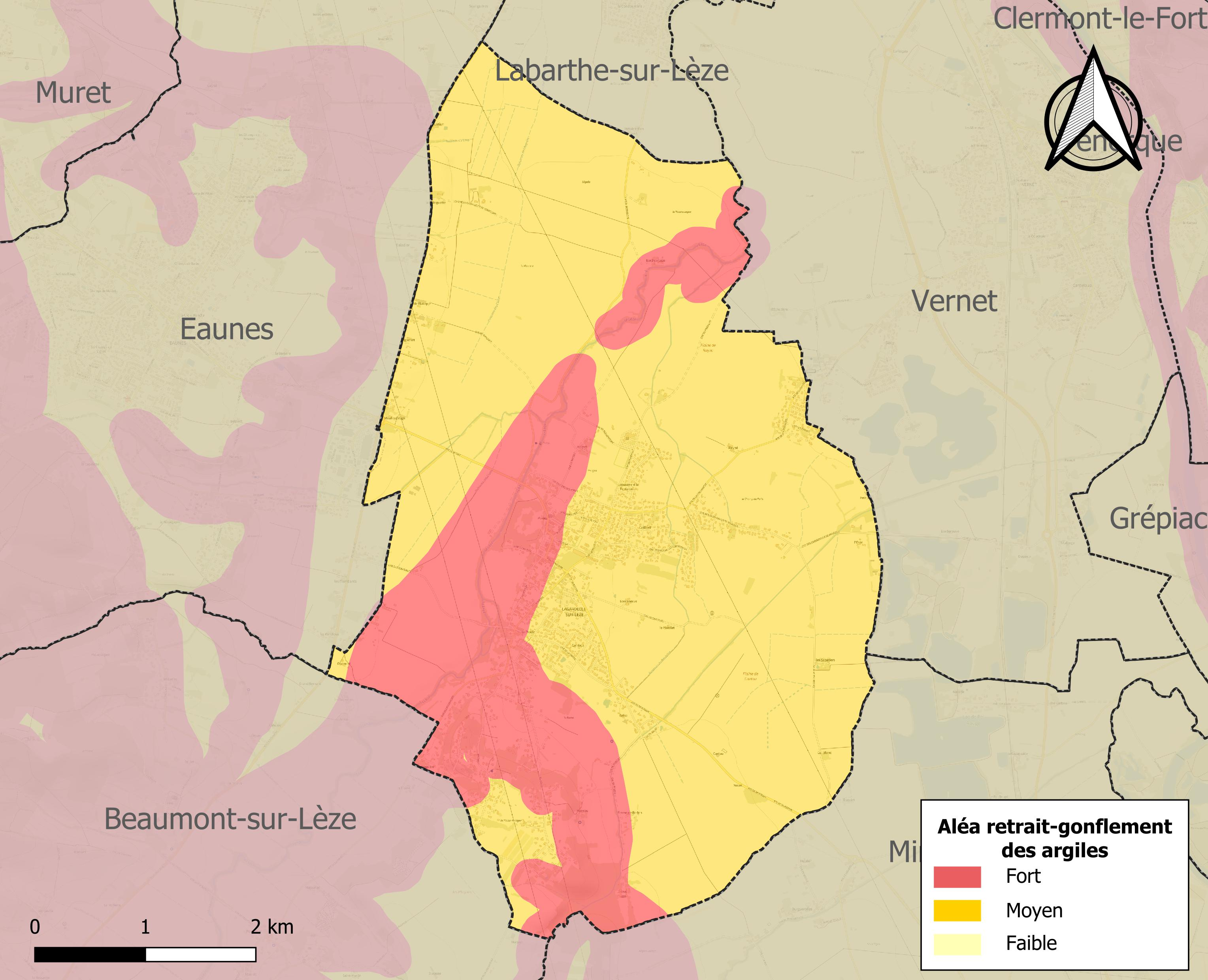
Carte des zones d'aléa retrait-gonflement des sols argileux de Lagardelle-sur-Lèze.

Le retrait-gonflement des sols argileux est susceptible d'engendrer des dommages importants aux bâtiments en cas d’alternance de périodes de sécheresse et de pluie. La totalité de la commune est en aléa moyen ou fort (88,8 % au niveau départemental et 48,5 % au niveau national). Sur les 1 139 bâtiments dénombrés sur la commune en 2019, 1 139 sont en aléa moyen ou fort, soit 100 %, à comparer aux 98 % au niveau départemental et 54 % au niveau national. Une cartographie de l'exposition du territoire national au retrait gonflement des sols argileux est disponible sur le site du BRGM,.
Par ailleurs, afin de mieux appréhender le risque d’affaissement de terrain, l'inventaire national des cavités souterraines permet de localiser celles situées sur la commune.
Concernant les mouvements de terrains, la commune a été reconnue en état de catastrophe naturelle au titre des dommages causés par la sécheresse en 1990, 2002, 2003, 2007, 2011, 2012 et 2016 et par des mouvements de terrain en 1999.

## Toponymie
Les gallo-aquitains l’appelaient « GARD », qui, en langue celtique, veut dire « rapide, élevé, escarpé ».
Nos vieux aïeux « les Sotiates », comme tous les peuples gaulois, parlaient la langue celtique.
Ils habitaient tout le pays y compris entre la Garonne et l’Ariège, depuis la jonction des deux fleuves jusqu’à la chaîne des Pyrénées.
La ville de « Vicdessos » en Ariège et le torrent « le Sos » en sont le témoignage.
Les Gallo-Romains, s’étant rendus maîtres du pays, latinisèrent le nom de « GARD », en firent « GARDUA » gardienne, parce que placée sur une éminence, d’où l’on pouvait surveiller, à la fois, les vallées de la Lèze et de l’Ariège. « GARDUA » en était la première gardienne.
« GARDUA » devint « GARDUELLA », et « GARDELLA »
En 1370, nous trouvons « GARDELLO », observatoire, et insensiblement, on a prononcé « GARDELLE », puis « LA GARDELLE », en deux mots.
On y adjoint après la révolution de 1789 le complément « sur Lèze » pour la différencier de son homonyme du département du Lot.
En effet, une autre « Lagardelle » se trouve sur la rive gauche du Lot entre les agglomérations de Luzech et de Puy-l'Évêque.

## Histoire
Lagardelle-sur-Lèze a assisté à des évènements qui se bornent principalement au passage de légions guerrières. S’il est hasardeux de dire qu’elle vit les légions romaines, on peut penser qu’elle vit probablement Charlemagne au retour de Roncevaux, rejoindre le couloir du Rhône pour regagner la Germanie. Il est certain par contre que ce 1er septembre 1213, Simon de Montfort qui avait le matin même quitté Saverdun pour gagner Muret par Auterive, passe dans l’après-midi sous les murs de la cité.
De 1905 à 1938, la commune a bénéficié d'une gare de la ligne de Toulouse-Roguet à Sabarat à voie métrique exploitée par la compagnie des chemins de fer du Sud-Ouest.
Certains ont encore la tête pleine du bourdonnement qui, durant trois jours et trois nuits, accompagna la course des armées allemandes quittant la côte Atlantique pour la Méditerranée, les 10, 11 et 12 novembre 1942.

### Quelques dates
- 1408 : froid « horrible ».
- Printemps 1416 : invasion de sauterelles.
- 3 août 1633, jour de la Saint-Étienne, dans l’après-midi, la foudre tomba sur le clocher et sur le sommet de midi, entre les deux cloches.
- 1692 : disette « affreuse ».
- 1693 : la peste.
- De 1860 à 1867 : restauration de l’église.
- 21 mars 1914 : chute de la foudre sur le clocher.
- 21 avril 1920 : nouveau sinistre.
- 27 novembre 1921 : installation d’un paratonnerre.
- Juin 1977 : crue de la Lèze.
- Juillet 1991 : feu au clocher en raison du feu d’artifice du 14-Juillet.
- Février 1994 : réfection des parements du clocher de l’église.
- Août 1998 : l’administration municipale est transférée dans le château du Vignaou qui devient la mairie.
- Décembre 1999 Tempête Martin : très grosse tempête sur la France, Lagardelle est touchée.
- Juin 2000 : crue importante de la Lèze.
- Octobre 2000 :  Eugène Marrast fait don de la cloche Eugénie baptisée le 15 octobre 2000 par Mgr André Collini.
- Août 2006 : la mairie (château du Vignaou) est frappée par la foudre.
- 24 janvier 2009 : tempête hivernale, des vents à 150 km/h, de nombreux dégâts plus importants qu’en 1999.

## Politique et administration

### Administration municipale
Le nombre d'habitants au recensement de 2017 étant compris entre 2 500 habitants et 3 499 habitants, le nombre de membres du conseil municipal pour l'élection de 2020 est de vingt trois,.

### Rattachements administratifs et électoraux
La commune fait partie de la neuvième circonscription de la Haute-Garonne, de la communauté de communes du Bassin Auterivain et du canton de Portet-sur-Garonne. Elle dépend de la sous-préfecture de Muret.

### Liste des maires

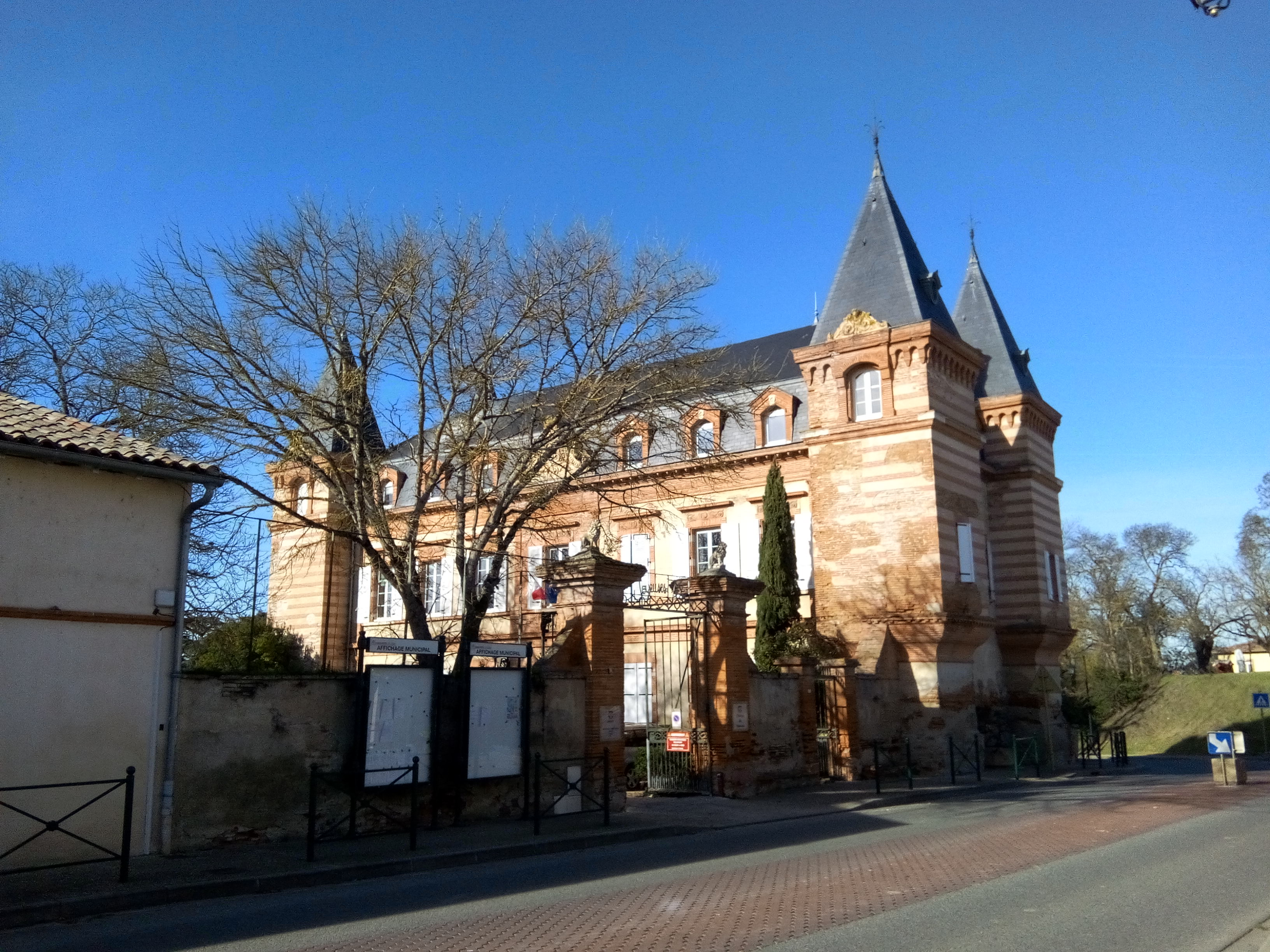
Château du Vignaou (mairie)

### Jumelage
La ville de Lagardelle-sur-Lèze est jumelée avec la ville italienne de Bassano in Teverina.

## Démographie
L'évolution du nombre d'habitants est connue à travers les recensements de la population effectués dans la commune depuis 1793. Pour les communes de moins de 10 000 habitants, une enquête de recensement portant sur toute la population est réalisée tous les cinq ans, les populations de référence des années intermédiaires étant quant à elles estimées par interpolation ou extrapolation. Pour la commune, le premier recensement exhaustif entrant dans le cadre du nouveau dispositif a été réalisé en 2005.

En 2022, la commune comptait 3 304 habitants, en évolution de +10,43 % par rapport à 2016 (Haute-Garonne : +8,02 %, France hors Mayotte : +2,11 %).
| 1793 | 1800 | 1806 | 1821 | 1831 | 1836 | 1841 | 1846 | 1851 |
| ---- | ---- | ---- | ---- | ---- | ---- | ---- | ---- | ---- |
| 537  | 501  | 679  | 824  | 832  | 800  | 839  | 864  | 900  |

| 1856 | 1861 | 1866 | 1872 | 1876 | 1881 | 1886 | 1891 | 1896 |
| ---- | ---- | ---- | ---- | ---- | ---- | ---- | ---- | ---- |
| 888  | 872  | 830  | 726  | 723  | 721  | 704  | 659  | 621  |

| 1901 | 1906 | 1911 | 1921 | 1926 | 1931 | 1936 | 1946 | 1954 |
| ---- | ---- | ---- | ---- | ---- | ---- | ---- | ---- | ---- |
| 611  | 607  | 526  | 468  | 502  | 478  | 504  | 524  | 598  |

| 1962 | 1968 | 1975 | 1982  | 1990  | 1999  | 2005  | 2006  | 2010  |
| ---- | ---- | ---- | ----- | ----- | ----- | ----- | ----- | ----- |
| 587  | 610  | 914  | 1 139 | 1 823 | 2 181 | 2 417 | 2 433 | 2 441 |

| 2015  | 2020  | 2022  | - | - | - | - | - | - |
| ----- | ----- | ----- | - | - | - | - | - | - |
| 2 889 | 3 231 | 3 304 | - | - | - | - | - | - |

| selon la population municipale des années : | 1968 | 1975 | 1982 | 1990 | 1999 | 2006 | 2009 | 2013 |
| Rang de la commune dans le département      | 119  | 90   | 93   | 78   | 71   | 80   | 85   | 81   |
| Nombre de communes du département           | 592  | 582  | 586  | 588  | 588  | 588  | 589  | 589  |

## Économie

### Revenus
En 2018  (données Insee publiées en septembre 2021), la commune compte 1 186 ménages fiscaux, regroupant 3 087 personnes. La médiane du revenu disponible par unité de consommation est de 23 630 € (23 140 € dans le département). 57 % des ménages fiscaux sont imposés (55,3 % dans le département).

### Emploi
|                | 2008  | 2013  | 2018  |
| -------------- | ----- | ----- | ----- |
| Commune        | 6,1 % | 8 %   | 5,4 % |
| Département    | 7,7 % | 9,6 % | 9,3 % |
| France entière | 8,3 % | 10 %  | 10 %  |

En 2018, la population âgée de 15 à 64 ans s'élève à 2 004 personnes, parmi lesquelles on compte 80,5 % d'actifs (75,1 % ayant un emploi et 5,4 % de chômeurs) et 19,5 % d'inactifs,. Depuis 2008, le taux de chômage communal (au sens du recensement) des 15-64 ans est inférieur à celui de la France et du département.
La commune fait partie de la couronne de l'aire d'attraction de Toulouse, du fait qu'au moins 15 % des actifs travaillent dans le pôle,. Elle compte 473 emplois en 2018, contre 508 en 2013 et 463 en 2008. Le nombre d'actifs ayant un emploi résidant dans la commune est de 1 515, soit un indicateur de concentration d'emploi de 31,2 % et un taux d'activité parmi les 15 ans ou plus de 65,3 %.
Sur ces 1 515 actifs de 15 ans ou plus ayant un emploi, 192 travaillent dans la commune, soit 13 % des habitants. Pour se rendre au travail, 90,6 % des habitants utilisent un véhicule personnel ou de fonction à quatre roues, 2,3 % les transports en commun, 3,7 % s'y rendent en deux-roues, à vélo ou à pied et 3,4 % n'ont pas besoin de transport (travail au domicile).

### Activités hors agriculture

#### Secteurs d'activités
199 établissements sont implantés  à Lagardelle-sur-Lèze au 31 décembre 2019. Le tableau ci-dessous en détaille le nombre par secteur d'activité et compare les ratios avec ceux du département,.
| Secteur d'activité                                                                                        | Commune | Commune | Département |
| Secteur d'activité                                                                                        | Nombre  | %       | %           |
| --- | ------- | ------- | ----------- |
| Ensemble                                                                                                  | 199     | 100 %   | (100 %)     |
| Industrie manufacturière, industries extractives et autres                                                | 5       | 2,5 %   | (5,7 %)     |
| Construction                                                                                              | 45      | 22,6 %  | (12 %)      |
| Commerce de gros et de détail, transports, hébergement et restauration                                    | 32      | 16,1 %  | (25,9 %)    |
| Information et communication                                                                              | 4       | 2 %     | (4,1 %)     |
| Activités financières et d'assurance                                                                      | 6       | 3 %     | (3,8 %)     |
| Activités immobilières                                                                                    | 9       | 4,5 %   | (4,2 %)     |
| Activités spécialisées, scientifiques et techniques et activités de services administratifs et de soutien | 26      | 13,1 %  | (19,8 %)    |
| Administration publique, enseignement, santé humaine et action sociale                                    | 51      | 25,6 %  | (16,6 %)    |
| Autres activités de services                                                                              | 21      | 10,6 %  | (7,9 %)     |

Le secteur de l'administration publique, l'enseignement, la santé humaine et l'action sociale est prépondérant sur la commune puisqu'il représente 25,6 % du nombre total d'établissements de la commune (51 sur les 199 entreprises implantées  à Lagardelle-sur-Lèze), contre 16,6 % au niveau départemental.

#### Entreprises et commerces
Les cinq entreprises ayant leur siège social sur le territoire communal qui génèrent le plus de chiffre d'affaires en 2020 sont : 
- STAT, Societe De Travaux D'assainissement Et Travaux Agricoles, travaux de terrassement spécialisés ou de grande masse (4 194 k€)
- Aramis Telecom, télécommunications filaires (1 105 k€)
- Garnes & Fils, travaux de menuiserie bois et PVC (605 k€)
- SARL Daniel Berni Investissements - Dbi, gestion de fonds (205 k€)
- Finance Expertise Developpement, autres activités auxiliaires de services financiers, hors assurance et caisses de retraite, n.c.a. (160 k€)

### Entreprises, administrations et commerces
L'artisanat ainsi que le commerce y sont bien représentés. il y a aussi une Clinique ainsi qu'une Poste.

### Agriculture
La commune est dans « les Vallées », une petite région agricole consacrée à la polyculture sur les plaines et terrasses alluviales qui s’étendent de part et d’autre des sillons marqués par la Garonne et l’Ariège. En 2020, l'orientation technico-économique de l'agriculture  sur la commune est la culture de céréales et/ou d'oléoprotéagineuses.
|               | 1988  | 2000  | 2010 | 2020  |
| ------------- | ----- | ----- | ---- | ----- |
| Exploitations | 37    | 13    | 12   | 11    |
| SAU (ha)      | 1 020 | 1 098 | nd   | 1 272 |

Le nombre d'exploitations agricoles en activité et ayant leur siège dans la commune est passé de 37 lors du recensement agricole de 1988  à 13 en 2000 puis à 12 en 2010 et enfin à 11 en 2020, soit une baisse de 70 % en 32 ans. Le même mouvement est observé à l'échelle du département qui a perdu pendant cette période 57 % de ses exploitations,. La surface agricole utilisée sur la commune a quant à elle augmenté, passant de 1 020 ha en 1988 à 1 272 ha en 2020. Parallèlement la surface agricole utilisée moyenne par exploitation a augmenté, passant de 28 à 116 ha.
L'agriculture, basée sur la culture de céréales (maïs, blé…), a encore une place importante mais tend à diminuer en faveur de zones résidentielles liées à la proximité de l'agglomération toulousaine puisque Lagardelle-sur-Lèze se trouve dans l'Aire d'attraction de Toulouse.

## Société

### Santé
La commune possède une polyclinique médicale, un centre communal d'action sociale, une maison de retraite type EHPAD, des infirmiers, des médecins généralistes, des dentistes.

### Enseignement
Lagardelle-sur-Lèze fait partie de l'académie de Toulouse.
La commune possède une crèche une cantine scolaire (1990), une école maternelle reconstruite en 1984 et une école élémentaire reconstruite en 1990, pour remplacer les anciennes écoles (place de Verdun) qui dataient de 1901.
En 1833, l’enseignement primaire fut réellement fondé en France, à deux degrés :
Le degré élémentaire comprenait l’instruction morale et religieuse, la lecture, l’écriture, le calcul, le système légal des poids et des mesures et des notions d’histoire et de géographie.
Le degré supérieur comprenait l’arithmétique, les éléments de géométrie, l’arpentage, le dessin linéaire, les notions de physique, de chimie, d’histoire naturelle et enfin de chant.
En 1857, Jean Baptiste Villa est le premier instituteur nommé à Lagardelle. Moyennant une indemnité, il fait école à son domicile durant plusieurs années, puis l’école se fait dans une des salles de la mairie.
Vers 1860, Anaïs Sol a ouvert une « école libre » de filles, gratuite, donnant l’éducation sans aucune indemnité et qui donna beaucoup de satisfaction, d’excellents résultats, car à cette époque, rien n’avait été fait encore pour l’instruction des jeunes filles. Sol faisait école chez elle.
Ensuite fut nommé Vie en 1860, Despouy en 1863, Barthe en 1879, institutrice de filles. Les écoles libre et publique de filles avaient à peu près chacune le même nombre d’élèves.

## Culture locale et patrimoine

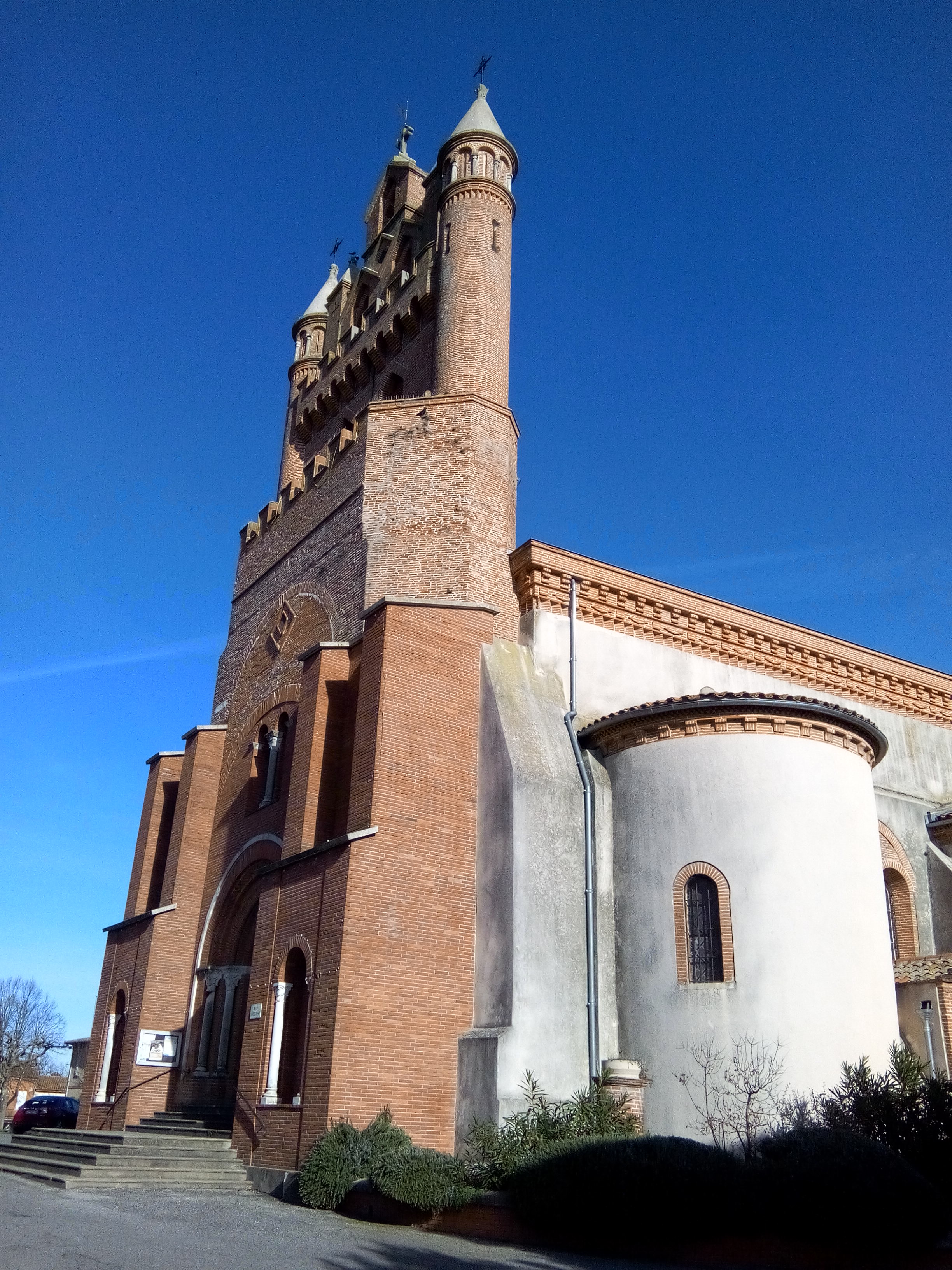
Clocher mur de l'église.

- Église Notre-Dame-de-l'Assomption du XIIe siècle qui possède 2 cloches du XVIe (1523). L’église Notre-Dame-de-l'Assomption de Lagardelle est située sur un monticule qui domine la vallée de la Lèze, à 8 km de Muret : l’histoire nous démontre qu’elle fut remaniée à peu près tous les 100 ans. En 1250, le clocher avait la forme d’une main ouverte. L’ancien clocher mur, en 1789, comportait 5 cloches. Toutes furent descendues du clocher pour être utilisées à faire des canons et portées à Muret. Seules les deux grosses cloches existantes ne furent pas livrées à Muret. Le vieux clocher fut démoli en 1867 et l’actuel fut construit la même année. En 1959, à la suite d'un tassement de terrain, les deux porches qui avaient été construits, se déplaçaient et entraînaient le clocher. Il fallut à nouveau envisager des réparations. Les démolitions commencèrent tout en épargnant un maximum le monument. C’est ainsi que l’on conserva les 4 colonnes d’entrée, le portail en bois et les vitraux du XVIIe siècle qui furent restaurés et replacés. Certaines pièces ont été classées : une croix processionnelle en cuivre doré repoussé, sur une âme de bois du XVIe siècle ; deux cloches bronze datées de 1523 ; Notre-Dame-de-la-Pitié, groupe surmontant l’autel de la chapelle latérale sud, en bois peint et doré du XVIIe siècle ; une croix processionnelle argent en partie dorée sur âme de bois, du XIIe siècle.
- Chapelle Notre-Dame-de-la-Paix
- Presbytère de 1850.
- Ancienne mairie construite en 1788
- Château des Sœurs du XVIe siècle, situé à l’extrémité sud de la grande rue, en face de l’église. La famille du Bourg en prit la charge et s’employa à restaurer l’église et le clocher que l’on peut admirer. Des années plus tard, après bien des cassures, le château fut vendu à une institution qui a fit de ce château un foyer pour les personnes âgées. Aujourd’hui, on le nomme « le château des Sœurs ».
- Château de Redon du XVIIIe siècle semble avoir été habité par les plus anciens seigneurs de Lagardelle. Il se situe au nord de la rue du village. Il fut habité par les trois générations des « Dumay » et fut acquis en 1711 par les « Villepigue » qui ne l’habitèrent pas, il passa en 1760 à M. de Lanes qui était un des coseigneurs de Lagardelle au moment de la Révolution. Le nom passa à un « de Bonnefoy » en 1936 qui fut lui aussi maire. Ce dernier fit planter des vignes dont le cru de « Redon » avait à l’époque, partout sa côte. Mais aujourd’hui, ces vignes n’existent plus même si c’est la petite-fille de cette grande famille qui détient le domaine. D’après le cadastre de 1739, on suppose qu’il aurait été rebâti au XVIIIe siècle. Autrefois surnommé et toujours aujourd’hui « le château de Redon », c’est un manoir qui se trouve à la sortie du village, direction Auterive, encore situé en plein champ et en pleine nature.
- Château du Vignaou de la fin du XVIIIe siècle rénové en 1998 situé sur la côte de la Lèze, fut bâti par les « Villepigue » au commencement du XVIIIe siècle, qui l’ont habité de 1711 à 1789, plus tard par la famille « Groc », qui l’a possédé pendant un siècle environ. Il fut complètement remanié en 1867. Les quatre tours embellies par un toit recouvert d’ardoises dominent la vallée de la Lèze. Aujourd’hui ce château appartient à la municipalité et abrite les services de la mairie, du Syndicat d’assainissement, et quelques associations.
- Le fort dominant les deux vallées était un point à exploiter : par le château se situant à l’entrée du village (l’actuelle mairie), qui appartenait aux seigneurs Villepigue, puis par son église que l’on voyait et que l’on voit toujours de bien loin. Il est constitué d'une grande enceinte carrée, entourée de fossés profonds et de deux hautes tours. Un pont-levis semblant se situer à l’entrée de la salle du conseil municipal de l’ancienne mairie Ravelin, en patois Rébély). On accède à l’église par le fort et l’entrée se situait côté Nord où sont actuellement les fonts baptismaux qui n’existaient pas à cet endroit. Un puits qui existe encore fournissait l’eau. Deux réservoirs à grains, bâtis de chaux et de briques cuites, en forme d’amphores anciennes, sans pied, très bien conservés, sans aucune humidité, destinés pour cacher en temps de guerre, soit les choses les plus précieuses, soit huit à dix hectares de blé chacun. Le 13 juillet 1785, le consentement est donné par les seigneurs du lieu de Lagardelle à la communauté du dit lieu concernant l’aliénation des communaux, fossés, murailles, terrasses, parois du fort et autres fortifications (démolition de 1785 à 1788).
- L’hôtel de l'ancienne mairie édifice (cours des Ravelins) fut bâti en 1788 par les soins des coseigneurs du lieu sur le fondement du vieux ravelin. Les frais de construction se payèrent, dit-on, avec l’argent restitué par un ancien comptable ou plutôt un collecteur d’impots de Lagardelle, mais cette somme, tout étant considérable qu’elle était, ne pouvait suffire pour achever l’édifice. On emprunta 1 200 livres au bureau des pauvres de Caujac. Sur le fronton de cet hôtel de ville, il y avait un écusson aux armes du village. Effacées !

A la restauration de la mairie en 1970, ces mêmes armoiries furent judicieusement placées dans une niche pouvant s’éclairer la nuit sur la façade (sculptées, bénévolement, par un enfant de Lagardelle, monsieur Raymond ABRIBAT). Il pourrait y avoir deux armoiries différentes, celle de la communauté et celle des seigneurs. Au sommet du fronton, flotte une girouette montée sur une hallebarde, avec en tête et en queue, une étoile à quatre branches. À ce jour, nous ignorons ce qu’elle put signifier dans le temps ancien car chaque seigneurie, ou baronnie, ou comté, avait sa girouette pour indiquer aux voyageurs où ils se trouvaient. Est-ce la même girouette qui virait sur nos anciennes fortifications ? De tout temps il y eut une horloge sonnant les demies et les heures. L’avant-dernière en date fut achetée d’occasion à Muret Chez M. MILHAS, maître horloger.
- Les ponts : 
  - le pont en briques sur la Lèze croula qui du 21 janvier 1773 est situé à moitié côte, on voit encore l’ancien lit de la Lèze dans le parc. À la suite de la même inondation fut aussi emportée une passerelle qui conduisait à une fontaine, qui, seule, fournissait l’eau potable aux habitants. Cette fontaine coulait sur la rive gauche. À la même époque, s’écroula le pont du « Rouquadou ». Ces deux ponts furent provisoirement remplacés par des ponts en bois. En 1783, les États Généraux du Languedoc vont mettre à exécution le rétablissement si utile d’un pont en maçonnerie sur la Lèze. La Lèze fut déviée et la route du moulin d’Augé créée à cette date.
  - Le pont du Rouquadou, autrefois trop près de la Lèze, fut reconstruit plus éloigné, par suite d’une cession de terrain (Pont sur le ruisseau « l’Ayguère » nommé actuellement ruisseau de la Grange). En 1904, un pont avec tablier métallique de 18 mètres d’ouverture fut construit sur la Lèze, au lieu-dit le Moulin.
  - Les ponts de « Montmerli » et de « Massoc » sur le Rieutort furent construits en 1840.
- Les moulins :
  - il existait un moulin à eau situé sur la rivière La Lèze, près du pont métallique rue du Moulin, qui mettait en mouvement deux paires de meules. On indique dans les archives, un autre moulin à eau situé au lieu-dit Bordelèze.
  - Un moulin à vent, appartenant à la famille Augé (d’où le nom du carrefour Moulin d’Augé) dont le fils y mourut accidentellement : de ce fait, le père fit démolir le moulin.
  - Un autre moulin à vent dit moulin de Montfort, du nom du propriétaire, est situé aux Mounasses.

### Personnalités liées à la commune
- Pierre Jacques de Villepigue, seigneur de Lagardelle, capitoul de Toulouse en 1717.
- Paul Augustin Jean Larrouy
- André Collini
- Émile Daniel footballeur décédé sur la commune.
- Alix Bourbon cheffe de chœur décédée sur la commune.
- Marie et Bertrand Pagnon, agriculteurs "et leur fille Honorine Pagnon" "épouse de Raymond Abribat Instituteur"[42]. Justes parmi les Nations à titre posthume.

### Héraldique
| Blason de Lagardelle-sur-Lèze | Les armes de Lagardelle-sur-Lèze se blasonnent ainsi : De gueules, au monde croiseté d'or, soutenu d'un croissant d'argent, accosté de deux tours du même. La niche contenant ces armoiries, sur la façade de l’ancienne mairie, ont été sculptées par Raymond Abribat, natif de Lagardelle-sur-Lèze. Officialisées en 1965 par Monsieur Blanquières, conservateur en chef des archives départementales. |

### Cultes

#### Culte catholique
Terme d'un projet mené par l'association des "amis de l'orgue", un nouvel orgue liturgique est inauguré et béni par Mgr Le Gall le dimanche 26 janvier 2014, en l'église de Lagardelle.
Cet orgue avait été construit par le facteur allemand Mann en 1967 pour l’église d’Altenbach, Bade-Wurtemberg (Allemagne).
Il fut relevé et ré-harmonisé par Gérard Lenter en 1995.
Il est acheté en juin 2013 par l'association, puis transporté et installé dans l'église en juillet.
Il comporte 732 tuyaux, 11 jeux, 2 claviers, 1 pédalier.
Un concert inaugural orgue et trompette par Emmanuel Schublin, organiste et conseillé artistique et Thierry Jean, trompettiste, fut donné à la suite de la messe de bénédiction de l'orgue.

### Culture
La médiathèque a ouvert ses portes en septembre 2005. Elle est située au 2ème étage du château du Vignaou (mairie).

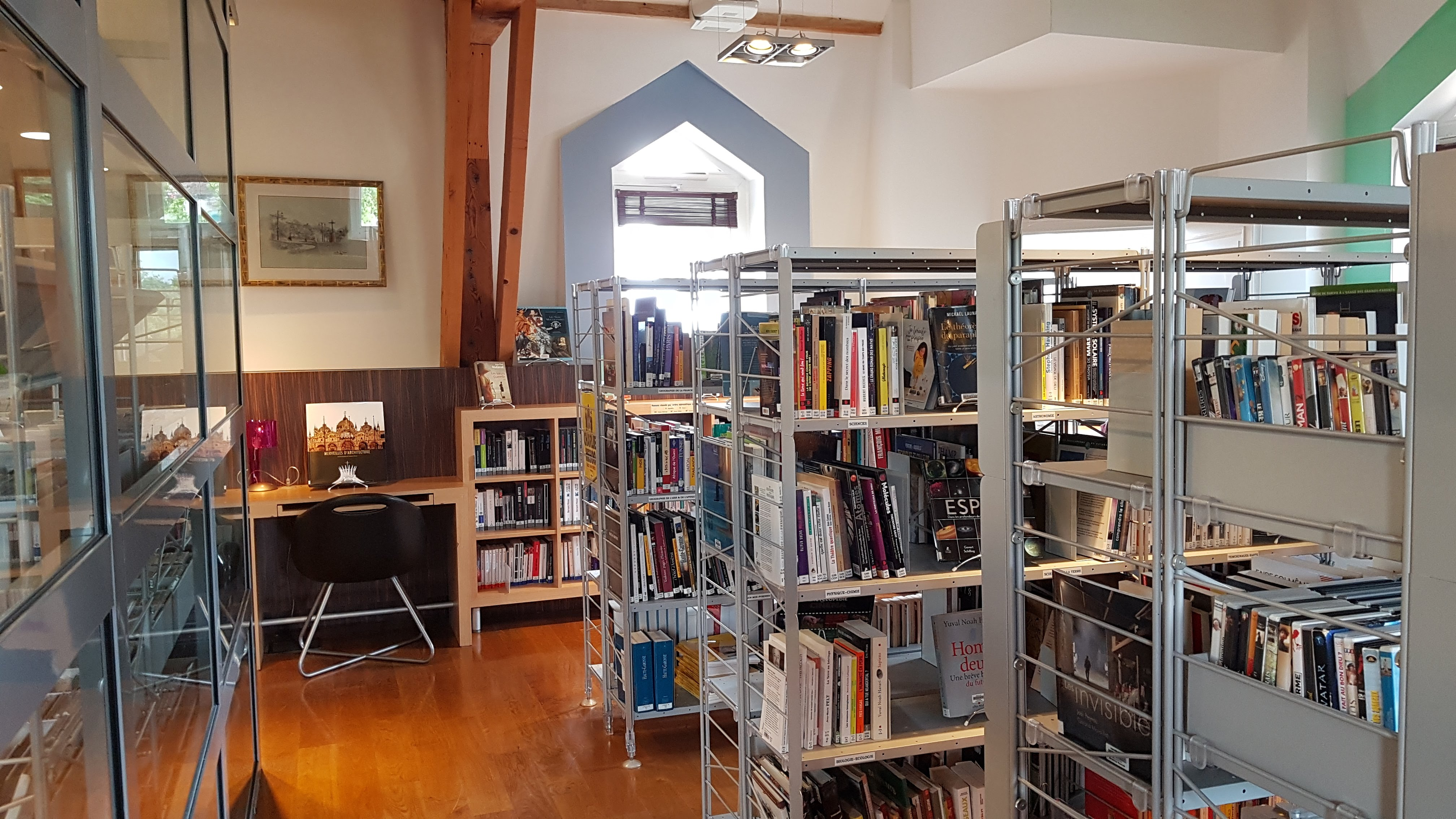
Médiathèque espace adultes

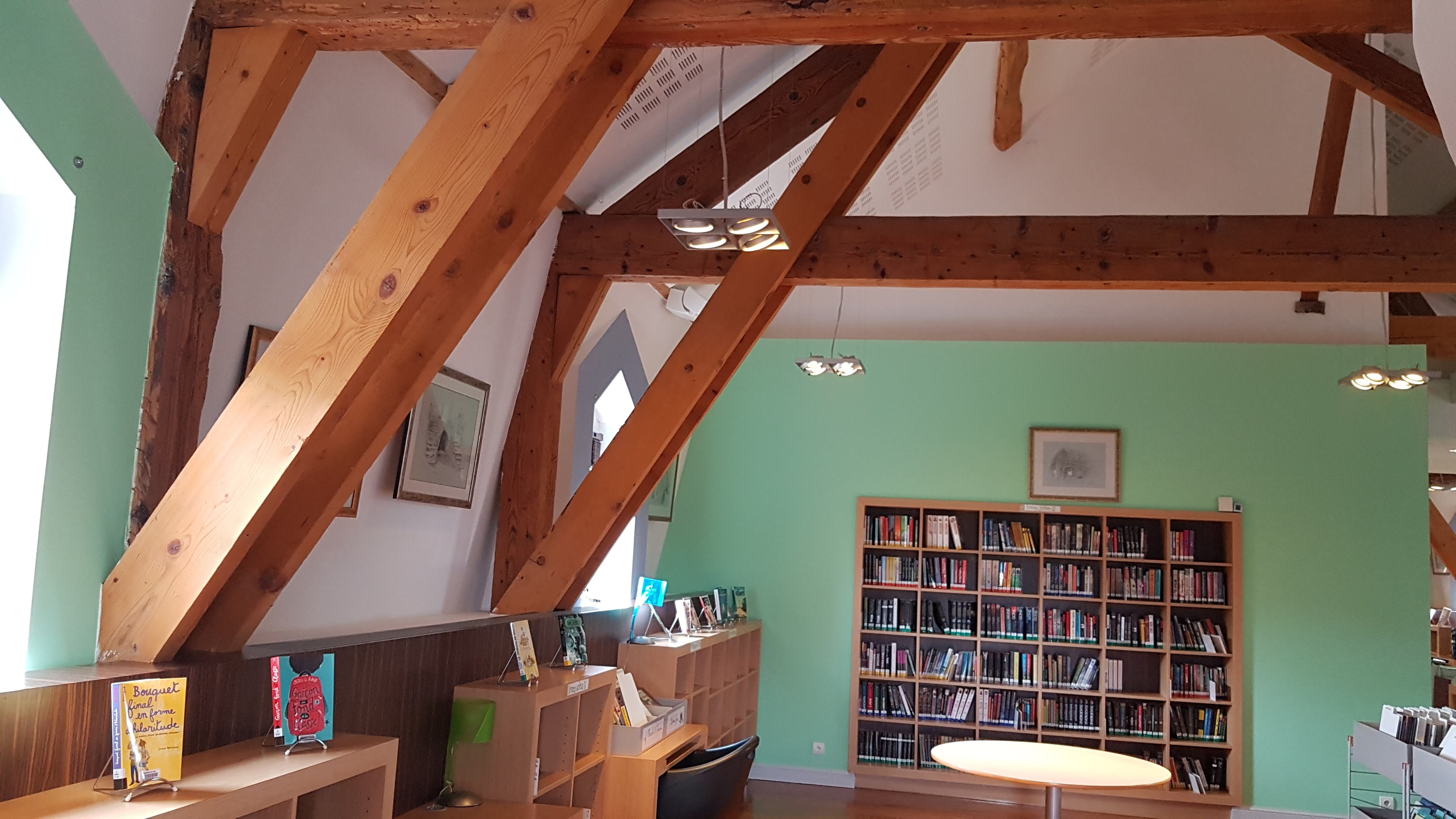
Médiathèque espace jeunes

### Manifestations culturelles et festivités
Comité des fêtes, école de musique, carnaval,

### Sports
Pétanque, tennis, football, judo, gymnastique, pêche, chasse.

### Écologie et recyclage
La collecte et le traitement des déchets des ménages et des déchets assimilés ainsi que la protection et la mise en valeur de l'environnement se font par le SMIVOM de la Mouillonne.

## Pour approfondir

#### Site de l'Insee
1. 1 2 3 4 5  Insee, « Métadonnées de la commune de Lagardelle-sur-Lèze ».
2. ↑  « La grille communale de densité », sur insee,fr, 28 mai 2024 (consulté le 27 juin 2024).
3. ↑  « Unité urbaine 2020 de Venerque », sur insee.fr (consulté le 27 juin 2024).
4. ↑  « Liste des communes composant l'aire d'attraction de Toulouse », sur insee.fr (consulté le 27 juin 2024).
5. ↑  Marie-Pierre de Bellefon, Pascal Eusebio, Jocelyn Forest, Olivier Pégaz-Blanc et Raymond Warnod (Insee), « En France, neuf personnes sur dix vivent dans l’aire d’attraction d’une ville », sur insee.fr, 21 octobre 2020 (consulté le 27 juin 2024).
6. ↑  « REV T1 - Ménages fiscaux de l'année 2018 à Lagardelle-sur-Lèze » (consulté le 2 février 2022).
7. ↑  « REV T1 - Ménages fiscaux de l'année 2018 dans la Haute-Garonne » (consulté le 2 février 2022).
8. 1 2  « Emp T1 - Population de 15 à 64 ans par type d'activité en 2018 à Lagardelle-sur-Lèze » (consulté le 2 février 2022).
9. ↑  « Emp T1 - Population de 15 à 64 ans par type d'activité en 2018 dans la Haute-Garonne » (consulté le 2 février 2022).
10. ↑  « Emp T1 - Population de 15 à 64 ans par type d'activité en 2018 dans la France entière » (consulté le 2 février 2022).
11. ↑  « Base des aires d'attraction des villes 2020 », sur site de l'Insee (consulté le 10 avril 2021).
12. ↑  « Emp T5 - Emploi et activité en 2018 à Lagardelle-sur-Lèze » (consulté le 2 février 2022).
13. ↑  « ACT T4 - Lieu de travail des actifs de 15 ans ou plus ayant un emploi qui résident dans la commune en 2018 » (consulté le 2 février 2022).
14. ↑  « ACT G2 - Part des moyens de transport utilisés pour se rendre au travail en 2018 » (consulté le 2 février 2022).
15. ↑  « DEN T5 - Nombre d'établissements par secteur d'activité au 31 décembre 2019 à Lagardelle-sur-Lèze » (consulté le 12 février 2022).
16. ↑  « DEN T5 - Nombre d'établissements par secteur d'activité au 31 décembre 2019 dans la Haute-Garonne » (consulté le 12 février 2022).

#### Autres sources
1. ↑  Stephan Georg, « Distance entre Lagardelle-sur-Lèze et Toulouse », sur fr.distance.to (consulté le 24 août 2021).
2. ↑  Stephan Georg, « Distance entre Lagardelle-sur-Lèze et Muret », sur fr.distance.to (consulté le 24 août 2021).
3. ↑  
Stephan Georg, « Distance entre Lagardelle-sur-Lèze et Portet-sur-Garonne », sur fr.distance.to (consulté le 24 août 2021).
4. ↑  « Communes les plus proches de Lagardelle-sur-Lèze », sur villorama.com (consulté le 24 août 2021).
5. ↑  Frédéric Zégierman, Le guide des pays de France - Sud, Paris, Fayard, avril 1999 (ISBN 2-213-59961-0), p. 327-328.
6. ↑  Carte IGN sous Géoportail
7. ↑  Répertoire géographique des communes, publié par l'Institut national de l'information géographique et forestière, [lire en ligne].
8. ↑  « Le réseau hydrographique du bassin Adour-Garonne. » [PDF], sur draaf.occitanie.agriculture.gouv.fr (consulté le 5 novembre 2021).
9. ↑  « Fiche communale de Lagardelle-sur-Lèze », sur le système d'information pour la gestion des eaux souterraines en Occitanie (consulté le 5 novembre 2021).
10. ↑  Sandre, « la Lèze »
11. 1 2  Daniel Joly, Thierry Brossard, Hervé Cardot, Jean Cavailhes, Mohamed Hilal et Pierre Wavresky, « Les types de climats en France, une construction spatiale », Cybergéo, revue européenne de géographie - European Journal of Geography, no 501,‎ 18 juin 2010 (DOI 10.4000/cybergeo.23155, lire en ligne, consulté le 21 novembre 2023)
12. ↑  « Zonages climatiques en France métropolitaine. », sur pluiesextremes.meteo.fr (consulté le 21 novembre 2023).
13. ↑  « Orthodromie entre Lagardelle-sur-Lèze et Lherm », sur fr.distance.to (consulté le 21 novembre 2023).
14. ↑  « Station Météo-France « Muret-Lherm » (commune de Lherm) - fiche climatologique - période 1991-2020 », sur donneespubliques.meteofrance.fr (consulté le 21 novembre 2023).
15. ↑  « Station Météo-France « Muret-Lherm » (commune de Lherm) - fiche de métadonnées. », sur donneespubliques.meteofrance.fr (consulté le 21 novembre 2023).
16. ↑  « Climadiag Commune : diagnostiquez les enjeux climatiques de votre collectivité. », sur meteofrance.fr, novembre 2022 (consulté le 21 novembre 2023).
17. ↑  « Liste des ZNIEFF de la commune de Lagardelle-sur-Lèze », sur le site de l'Inventaire national du patrimoine naturel (consulté le 29 août 2021).
18. ↑  « ZNIEFF l'« ancienne sablière du Vernet » - fiche descriptive », sur le site de l'inventaire national du patrimoine naturel (consulté le 29 août 2021).
19. ↑  « CORINE Land Cover (CLC) - Répartition des superficies en 15 postes d'occupation des sols (métropole). », sur le site des données et études statistiques du ministère de la Transition écologique. (consulté le 14 avril 2021).
20. 1 2 3  « Les risques près de chez moi - commune de Lagardelle-sur-Lèze », sur Géorisques (consulté le 17 octobre 2022).
21. ↑  BRGM, « Évaluez simplement et rapidement les risques de votre bien », sur Géorisques (consulté le 10 septembre 2022).
22. ↑  « Dossier départemental des risques majeurs dans la Haute-Garonne », sur haute-garonne.gouv.fr (consulté le 10 septembre 2022), partie 1 -  chapitre Risque inondation.
23. ↑  « Retrait-gonflement des argiles », sur le site de l'observatoire national des risques naturels (consulté le 10 septembre 2022).
24. ↑  « Liste des cavités souterraines localisées sur la commune de Lagardelle-sur-Lèze », sur georisques.gouv.fr (consulté le 10 septembre 2022).
25. ↑  art L. 2121-2 du code général des collectivités territoriales.
26. ↑  « Résultats des élections municipales et communautaires 2014 », sur interieur.gouv.fr (consulté le 8 septembre 2020).
27. ↑  La dépêche du Midi, « Signature du jumelage en Italie », Journal,‎ 25 juin 2013 (lire en ligne).
28. ↑  L'organisation du recensement, sur insee.fr.
29. ↑  Calendrier départemental des recensements, sur insee.fr.
30. ↑  Des villages de Cassini aux communes d'aujourd'hui sur le site de l'École des hautes études en sciences sociales.
31. ↑  Fiches Insee - Populations de référence de la commune pour les années 2006, 2007, 2008, 2009, 2010, 2011, 2012, 2013, 2014, 2015, 2016, 2017, 2018, 2019, 2020, 2021 et 2022.
32. 1 2 3 4 5  INSEE, « Population selon le sexe et l'âge quinquennal de 1968 à 2012 (1990 à 2012 pour les DOM) », sur insee.fr, 15 octobre 2015 (consulté le 10 janvier 2016).
33. ↑  INSEE, « Populations légales 2006 des départements et des collectivités d'outre-mer », sur insee.fr, 1er janvier 2009 (consulté le 8 janvier 2016).
34. ↑  INSEE, « Populations légales 2009 des départements et des collectivités d'outre-mer », sur insee.fr, 1er janvier 2012 (consulté le 8 janvier 2016).
35. ↑  INSEE, « Populations légales 2013 des départements et des collectivités d'outre-mer », sur insee.fr, 1er janvier 2016 (consulté le 8 janvier 2016).
36. ↑  « Entreprises à Lagardelle-sur-Lèze », sur entreprises.lefigaro.fr (consulté le 12 février 2022).
37. ↑  « Les régions agricoles (RA), petites régions agricoles(PRA) - Année de référence : 2017 », sur agreste.agriculture.gouv.fr (consulté le 12 février 2022).
38. ↑  Présentation des premiers résultats du recensement agricole 2020, Ministère de l’agriculture et de l’alimentation, 10 décembre 2021
39. 1 2  « Fiche de recensement agricole - Exploitations ayant leur siège dans la commune de Lagardelle-sur-Lèze - Données générales », sur recensement-agricole.agriculture.gouv.fr (consulté le 12 février 2022).
40. ↑  « Fiche de recensement agricole - Exploitations ayant leur siège dans le département de la Haute-Garonne » (consulté le 12 février 2022).
41. ↑  « Polyclinique médicale de la Lèze », sur clinea.fr (consulté le 14 avril 2023).
42. ↑  Honorine, Marie et Bertrand Pagnon honorés à titre posthume
43. 1 2  blog officiel
44. ↑  Inauguration de l'orgue, article de La Dépèche
45. ↑  http://lagardelle.bibenligne.fr lagardelle.bibenligne.fr
46. ↑  « Commune de Lagardelle-sur-Lèze » (consulté le 14 avril 2023).